# 18. armija (Njemačko Carstvo)
18. armija (njem. 18. Armee / Armeeoberkommando 18 / A.O.K. 18) je bila vojna formacija njemačke vojske u Prvom svjetskom ratu. Tijekom Prvog svjetskog rata djelovala je na Zapadnom bojištu.

## Povijest
Osamnaesta armija formirana je 27. prosinca 1918. na temelju jedinica iz rasformirane Grupe armija Woyrsch. Sjedište stožera armije bilo je u Leschelleu, te je njezinim zapovjednikom postao je dotadašnji zapovjednik 8. armije general pješaštva Oskar von Hutier kojemu je načelnik stožera bio general bojnik Traugott von Sauberzweig. Zajedno s 2. armijom pod zapovjedništvom Georga von der Marwitza i također novoformiranom 17. armijom pod zapovjedništvom Otta von Belowa, 18. armiji je bila namijenjena presudna uloga u odlučnoj njemačkoj ofenzivi na Zapadnom bojištu kojim je njemački Glavni stožer želio ostvariti presudnu pobjedu prije nego što na bojište pristignu američke snage.
Osamnaesta armija je tako sudjelovala Drugoj bitci u Pikardiji (21. ožujka - 5. travnja 1918.) ili Operaciji Michael, prvom napadu od pet njemačke Proljetne ofenzive. Navedeni napad bio je samo djelomično uspješan jer, iako su savezničke snage bile uzdrmane, odlučujući rezultati nisu bili postignuti. Saveznicima su nanijeti veliki gubici, ali veliki gubici su zadobile i njemačke snage koje ih nisu mogle nadoknaditi kao saveznici kojima je polako u pomoć pristizala američka vojska.
Nakon toga, 18. armija je sudjelovala u Trećoj bitci na Aisnei (27. svibnja - 6. lipnja 1918.) ili Operaciji Blücher-Yorck u kojoj su njemačke snage prodrle do Marne, te došle u blizinu Pariza. Međutim, niti tom ofenzivom njemačke snage nisu postigle odlučan uspjeh pri čemu su pretrpjele velike gubitke. Nakon Treće bitke na Aisnei, 18. armija sudjeluje u Bitci na Matzu (9. lipnja – 12. lipnja 1915.) ili Operaciji Gneisenau, četvrtom njemačkom napadu u Proljetnoj ofenzivi kojom se pokušalo odvući što više savezničkih snaga iz Flandrije kako bi se nakon toga Britancima mogao zadati odlučan udarac. Iako je napad imao u početku uspjeha, te su njemačke snage prodrle 14 km u dubinu, isti je iznenadnim francuskim protunapadom 11. lipnja 1918. zaustavljen nakon čega je napad obustavljen.

Nakon završetka Proljetne ofenzive 18. armija nije sudjelovala u nekim značajnijim operacijama. Poslije primirja 18. armija se kao i sve ostale armije počela povlačiti prema Njemačkoj, te je 2. siječnja 1919. došla do Biedenkopfa nakon čega je rasformirana. 

## Zapovjednici
Oskar von Hutier (27. prosinca 1917. – 14. siječnja 1919.)

## Načelnici stožera
Traugott von Sauberzweig (27. prosinca 1917. – 22. lipnja 1918.)

Robert Bürkner (7. kolovoza 1918. – 14. siječnja 1919.)

## Bitke
Druga bitka u Pikardiji (Operacija Michael) (21. ožujka - 5. travnja 1918.)

Treća bitka na Aisnei (Operacija Blücher-Yorck) (27. svibnja - 6. lipnja 1918.)

Bitka na Matzu (Operacija Gneisenau) (9. lipnja – 12. lipnja 1915.)

## Vojni raspored 18. armije u Proljetnoj ofenzivi
Zapovjednik: general pješaštva Oskar von Hutier

Načelnik stožera: general bojnik Traugott von Sauberzweig
- III. korpus (genpor. Walther von Lüttwitz)
  - 28. pješačka divizija (gen. Böhm)
  - 88. pješačka divizija (gen. Beczwarzowski)
  - 113. pješačka divizija (gen. Passow)
  - 5. pješačka divizija (gen. Wedel)
  - 6. pješačka divizija (gen. Mutius)
  - 206. pješačka divizija (gen. Etzel)
  - 23. pješačka divizija (gen. Bärensprung)

- IX. korpus (genpor. Horst von Oetinger)
  - 45. pričuvna divizija (gen. Weise)
  - 50. pješačka divizija (gen. Engelbrechten)
  - 5. gardijska divizija (gen. Haxthausen)
  - 231. pješačka divizija (gen. Hülsen)
  - 1. gardijska divizija (princ Fridrih Pruski)

- XVII. korpus (genpor. Richard von Webern)
  - 1. bavarska divizija (gen. Dänner)
  - 36. pješačka divizija (gen. Leipzig)
  - 238. pješačka divizija (gen. Böckmann)
  - 9. pješačka divizija (gen. Weber)
  - 10. pješačka divizija (gen. Diepenbroick-Grüter)
  - 7. pričuvna divizija (gen. Schwerin)
  - 10. pričuvna divizija (gen. Meister)

- IV. pričuvni korpus (genpj. Richard von Conta)
  - 34. pješačka divizija (gen. Teetzmann)
  - 37. pješačka divizija (gen. Eberhardt)
  - 103. pješačka divizija (gen. Lepper)
  - 33. pješačka divizija (gen. Schönberg)

- Grupa Gayl (genpj. Georg von Gayl)
  - 13. landverska divizija (gen. Gayl)
  - 47. pričuvna divizija (gen. Eichendorff)
  - 223. pješačka divizija (gen. Haevernick)
  - 211. pješačka divizija (gen. Lewinski)

## Vojni raspored 18. armije u Bitci kod Amiensa
Zapovjednik: general pješaštva Oskar von Hutier

Načelnik stožera: general poručnik Traugott von Sauberzweig

- III. korpus (genpor. Walther von Lüttwitz)
  - 24. pješačka divizija (gen. Hammer)
  - 25. pričuvna divizija (gen. Matthiass)
  - 1. pričuvna divizija (gen. G. Waldersee)
  - 79. pričuvna divizija (gen. Landauer)

- IX. korpus (genpor. Horst von Oetinger)
  - 2. pješačka divizija (gen. Dommes)
  - 11. pješačka divizija (gen. Schmidt von Schmidtseck)
  - 82. pričuvna divizija (gen. Lorne de St. Ange)

- I. pričuvni korpus (genpor. Kurt von Morgen)
  - 75. pričuvna divizija (gen. Eisenhart-Rothe)
  - 206. pješačka divizija (gen. O. Etzel)
  - 119. pješačka divizija (gen. Berger)

- XXVI. pričuvni korpus (genpor. Oskar von Watter)
  - 17. pričuvna divizija (gen. Mutius)
  - 54. pješačka divizija (gen. Kabisch)
  - 204. pješačka divizija (gen. H. Stein)

- XVIII. pričuvni korpus (genpor. Ludwig Sieger)
  - 3. bavarska divizija (gen. Schoch)
  - 105. pješačka divizija (gen. Schaer)
  - 221. pješačka divizija (gen. von der Chevalleire)

- I. bavarski korpus (genpor. Nikolaus von Endres)
  - Alpski korpus (gen. Tutschek)
  - 121. pješačka divizija (gen. Bressler)

## Vojni raspored 18. armije krajem listopada 1918.
Zapovjednik: general pješaštva Oskar von Hutier

Načelnik stožera: potpukovnik Robert Bürkner

- I. bavarski korpus (genpor. Nikolaus von Endres)
  - 19. pričuvna divizija (gen. Meister)
  - 29. pješačka divizija (gen. Berendt)
  - 15. pričuvna divizija (gen. Hucke)
  - 200. pješačka divizija (gen. E. Below)
  - 204. pješačka divizija (gen. Stein)
  - 34. pješačka divizija (gen. Teetzmann)

- XXVI. pričuvni korpus (genpor. Oskar von Watter)
  - 75. pričuvna divizija (gen. Eisenhart-Rothe)
  - 9. pješačka divizija (gen. Weber)
  - 18. pješačka divizija (gen. Massenbach)
  - 6. bavarska divizija (gen. Rauchenberger)

- XVIII. pričuvni korpus (genpor. Ludwig Sieger)
  - 231. pješačka divizija (gen. Dewitz)
  - 238. pješačka divizija (gen. E. Böckmann)
  - 81. pričuvna divizija (gen. Gressmann)
  - 2. pješačka divizija (gen. Dommes)
  - 1. pričuvna divizija (gen. G. Waldersee)
  - 82. pričuvna divizija (gen. von Lorne de St. Ange)
  - 5. pričuvna divizija (gen. Auwärter)

- XIV. korpus (genpor. Friedrich von Gontard)
  - 232. pješačka divizija (gen. Kern)
  - 237. pješačka divizija (gen. Jacobi)
  - 11. pješačka divizija (gen. Schmidt von Schmidtseck)
  - 221. pješačka divizija (gen. von der Chevallerie)
  - 105. pješačka divizija (gen. Schaer)
  - 87. pješačka divizija (gen. Feldtkeller)
  - 5. ersatzka divizija (gen. Stanger)

## Vanjske poveznice
(eng.) 18. armija na stranici Prussian Machine.com

(njem.) 18. armija na stranici Deutschland14-18.de  Arhivirana inačica izvorne stranice od 5. listopada 2013. (Wayback Machine)

(njem.) 18. armija na stranici Wiki-de.genealogy.net